# Clastobryophilum
Clastobryophilum är ett släkte av bladmossor. Clastobryophilum ingår i familjen Sematophyllaceae.
Kladogram enligt Catalogue of Life:
| Clastobryophilum | \| \| Clastobryophilum balansaeanum \| \| \| \| \| \| Clastobryophilum bogoricum \| \| \| \| |
|                  | \| \| Clastobryophilum balansaeanum \| \| \| \| \| \| Clastobryophilum bogoricum \| \| \| \| |
|                  | Clastobryophilum balansaeanum                                                                |
|                  |                                                                                              |
|                  | Clastobryophilum bogoricum                                                                   |
|                  |                                                                                              |